# Pablo Redondo Martínez
Pablo Redondo Martínez, nascut el 17 d'abril de 1982 a Casinos, és un exfutbolista valencià que ocupava la posició de migcampista.

## Trajectòria
Sorgeix del planter del València CF. Debuta amb el primer equip a la Lliga en un partit de la temporada 02/03. No té continuïtat a l'equip de Mestalla i recala a l'Albacete Balompié, amb qui juga 48 partits i marca 8 gols entre 2003 i 2005.
L'estiu del 2005, després del descens a Segona dels manxecs, fitxa pel Getafe CF, on qualla dues temporades discretes, mentre la 07/08 la passa en blanc donada una lesió. Quan es recupera, marxa al Nàstic de Tarragona, amb qui disputa 30 partits de la temporada 08/09 a la categoria d'argent.